# Życie (dziennik)
Życie – dziennik o charakterze konserwatywnym, założony w 1996 przez Tomasza Wołka po tym, kiedy przestał on być redaktorem naczelnym „Życia Warszawy” po wygranej w wyborach prezydenckich 1995 Aleksandra Kwaśniewskiego.
Prezesem Domu Wydawniczego „Wolne Słowo” został wówczas Jerzy Wysocki.

## Pierwsze „Życie” (1996–2002)
Pierwszy numer ukazał się z datą 28/29 września. W swoim początkowym okresie nakład oscylował w granicach 150 tys. egzemplarzy przy sprzedaży około 70 tys. Dziennik zasłynął zwłaszcza serią artykułów „Wakacje z agentem”, opisujących wspólne wakacje Władimira Ałganowa, rosyjskiego szpiega, i prezydenta RP Aleksandra Kwaśniewskiego. Kwaśniewski wytoczył gazecie proces sądowy, który wygrał.
„Życie” zaczęło tymczasem popadać w kłopoty finansowe. Nakład wciąż spadał, pismo zaczęło tracić reklamodawców. W 2001 nakład dziennika wynosił 92 tys. egzemplarzy przy sprzedaży 40 tys. W sierpniu 2001 Tomasz Wołek został odwołany z funkcji redaktora naczelnego, a jego następcą został Paweł Fąfara. Zmienił szatę graficzną gazety. W tym czasie nowy wydawca – 4Media – rozpoczął też kampanię reklamową, głoszącą m.in., że „Życie” można przeczytać w 15–20 minut.
W lipcu 2002 Fąfara został odwołany ze stanowiska. Oficjalnym powodem był fakt, że wypełnił swoją misję polegająca na „odświeżeniu” wizerunku gazety. Ostatnim redaktorem naczelnym był Dariusz Materek. „Życie” przestało się ukazywać w grudniu 2002 roku, po tym, jak dziennikarze zastrajkowali z powodu niezapłacenia zaległych pensji. Jego nakład w ostatnim czasie wynosił 80 tys. egzemplarzy i sprzedaż na poziomie 30 tys.

## Reaktywacja „Życia” (2004–2005)
Dziennik „Życie” został reaktywowany w styczniu 2004 roku. Redaktorem naczelnym ponownie został Tomasz Wołek, jego zastępcą Maciej Łętowski, a sekretarzem redakcji Grzegorz Cydejko. Stara redakcja już się rozproszyła, część dziennikarzy znalazła pracę w tygodniku „Newsweek Polska”, część w „Fakcie”. Ich miejsce zajęli m.in. W. Stanisławski, A. Bernat, T. Terlikowski, K. Zorski, A. Zawłocka, W. Sumliński, P. Ludwicki. Nowe „Życie” miało nowych komentatorów i felietonistów: W.Młynarskiego, P. Semkę, M. Wolskiego, M. Szułdrzyńskiego, T. Łysiaka, S. Klawego, T. Lisa i S. Twardocha. Jednym z najsłynniejszych tekstów, jaki ukazał się wówczas na jego łamach, był artykuł o imprezie wigilijnej Jolanty Kwaśniewskiej z kluczowymi postaciami tzw. afery Orlenu – Andrzejem Kuną i Aleksandrem Żaglem w 1995.
Nowe „Życie” nie zyskało takiej pozycji, jaką miało w latach 90. W najlepszym okresie sprzedaż wynosiła około 30 tys. egzemplarzy, by pod koniec spaść do kilku tysięcy. Wobec braku inwestora branżowego dziennik szybko popadł w nowe kłopoty finansowe i w styczniu 2005 roku, po wydaniu 319 numerów, zniknął z rynku.

## Dziennikarze, publicyści i felietoniści
Tomasz Wołek, Jerzy Wysocki, Ryszard Legutko, Cezary Michalski, Paweł Fąfara, Robert Krasowski, Marta Stremecka, Konrad Kołodziejski, Grzegorz Jankowski, Cezary Bielakowski, Piotr Semka, Wojciech Duda-Dudkiewicz, Paweł Paliwoda, Jacek Łęski, Rafał Kasprów, Łukasz Warzecha, Piotr Zaremba, Igor Zalewski, Tomasz Wróblewski, Bronisław Wildstein, Piotr Skwieciński, Maciej Łętowski, Tomasz Lis, Dorota Kania, Jarosław Jakimczyk, Cezary Gmyz, Wojciech Sumliński, Wojciech Roszkowski, Luiza Zalewska-Karłowska, Jan Wróbel, Joanna Lichocka-Bichniewicz, Piotr Śmiłowicz, Bertold Kittel, Maciej Duda, Łukasz Perzyna, Anna Sarzyńska, Dariusz Tuzimek, Marek Halberda, Piotr Pytlakowski, Paweł Goźliński, Kuba Sufin, Andrzej Papierz, Magdalena Cytowska-Żakowska, Tomasz Kontek, Małgorzata Solecka, Zbigniew Zbikowski